# Triptyque de l'Eucharistie
Le triptyque de l'Eucharistie est un triptyque réalisé en 1515 par un peintre longtemps demeuré inconnu, mais qui est aujourd'hui identifié comme l'artiste néerlandais Grégoire Guérard. Exécuté à la peinture à l'huile sur bois, il constitue une commande pour la cathédrale Saint-Lazare d'Autun,  à Autun, en France. Il représente la Cène dans son panneau central, la rencontre d'Abraham et de Melchisédech sur son volet gauche et la chute de la manne sur son volet droit. En grisaille, le revers des parties mobiles figure une Vierge à l'Enfant d'une part et Jean le Baptiste de l'autre. L'œuvre fait partie des collections du musée Rolin. Elle est classée monument historique au titre objet depuis le 1er juin 1907.